# Megalomyrmex megadrifti
Megalomyrmex megadrifti (лат.) — вид муравьёв рода Megalomyrmex из подсемейства мирмицины (Myrmicinae, Solenopsidini). Центральная Америка: Мексика, Гватемала, Гондурас, Коста-Рика, Никарагуа. Южная Америка: Аргентина, Колумбия.

## Описание
Мелкие муравьи (около 5 мм) чёрного или темно-коричневого цвета, гладкие и блестящие. Ширина головы (HW) 0,52-0,63 мм, длина головы (HL) 0,60-0,72 мм, длина скапуса усика (SL) 0,55-0,70 мм.
Усики 12-члениковые с булавой из 3 сегментов. Формула нижнечелюстных и нижнегубных щупиков щупиков — 3,2. Жвалы с несколькими зубцами (обычно 4-6). Жало развито. Стебелёк между грудкой и брюшком состоит из двух члеников: петиоля и постпетиоля. Заднегрудка без проподеальных зубцов.
Гнездятся в лесной подстилке, биология не исследована. Некоторые другие виды род известны специализированные социальные паразиты муравьёв-листорезов Attini. Вид был впервые описан в 2013 году американскими мирмекологами Брендоном Будино (Brendon E. Boudinot), Теодором Самнихтом (Theodore P. Sumnicht; University of Utah, Солт-Лейк-Сити, Юта, США) и Рашель Адамс (Rachelle M. M. Adams; Department of Entomology Smithsonian Institution, Вашингтон, США). Таксон включён в видовую группу Megalomyrmex pusillus-group вместе с видами M. drifti, M. incisus, M. longinoi, M. brandaoi, M. miri, M. osadrifti.